# Faro di Lavezzi
Il faro di Lavezzi (Fanali di Lavezzi in corso) è un faro marittimo che si trova sull'isola dell'omonimo arcipelago a sud della città di Bonifacio, nelle acque delle bocche di Bonifacio. L'emissione luminosa avviene grazie ad una lampada alogena da 80 W, con 2 segnali fissi di colore bianco, rosso e verde ogni 6 secondi.

## Storia
Il faro è stato inaugurato nel 1874 dalla Marina nazionale francese; la sua costruzione si rese necessaria a seguito del naufragio della Sémillante del 15 febbraio 1855. Nel 1986 è stato automatizzato e munito di pannelli solari per l'alimentazione elettrica.

## Struttura
L'originaria torre a sezione rettangolare venne poi sostituita dalla torre rossa sezione quadrata che si eleva al di sopra di un edificio rettangolare in muratura bianca che in passato ospitava le abitazioni dei guardiani. Sulla parte sommitale della torre si trova la lanterna.